# Fertilização interna
Fertilização interna ou fecundação interna é qualquer forma de fertilização  em que os gâmetas se encontram dentro do corpo de um animal, seja fêmea como hermafrodita.
Nos mamíferos e alguns outros vertebrados envolve copulação, onde o pénis do macho penetra na vagina da fêmea. Em outros vertebrados, como alguns anfíbios, alguns répteis, aves e alguns peixes, a fertilização é cloacal. Alguns répteis, como tartarugas e crocodilos possuem pénis à semelhança dos mamíferos, enquanto que cobras e lagartos possuem hemipénis.
A maioria dos anfíbios reproduz-se por fertilização externa, mas alguns têm fertilização interna, embora sem copulação. Os caudados macho depositam um espermatóforo na água que é depois recolhido pelas fêmeas e inserido na cloaca. A cloaca dos gimnofionos machos pode também protrair para dentro da fêmea. Entre os anuros, apenas os géneros Nectophrynoides e Ascaphus são conhecidos por ter fertilização interna.

## Fertilização em Mamíferos
Fertilização é definida como o processo de união de duas células  germinativas, óvulo e espermatozoide, onde o número de cromossomos é restaurado e o desenvolvimento de um novo organismo exibindo as características da espécie se inicia.
O processo de união de gametas inclui uma série ordenada de passos: 1) capacitação do esperma; 2) ligação do espermatozoide capacitado à zona pelúcida (ZP) ; 3) indução da reação acrossômica; 4) penetração na ZP e fusão das membranas plasmáticas dos gametas.

### Capacitação do espermatozoide
Os espermatozoides ejaculados não podem fertilizar o óvulo imediatamente. Durante a residência no trato genital feminino eles sofrem uma série de modificações bioquímicas e funcionais, coletivamente chamadas de capacitação. Estudos sugerem que um ou mais fatores do trato genital feminino são responsáveis por induzir esse processo e pesquisas recentes mostraram que a glicoproteína ovário-específica (OGP, da sigla em inglês ovarin-specific glycoprotein) tem um importante papel na capacitação do espermatozoide. Essa capacitação se traduz em múltiplas mudanças na composição de proteínas/glicoproteínas e lipídios da membrana plasmática dos espermatozoides maduros.
Embora os detalhes moleculares dessas mudanças variem entre as espécies, o resultado é o desenvolvimento de motilidade hiperativa e a capacitação do espermatozoide a se submeter à reação acrossômica.

### Ligação do espermatozoide à zona pelúcida
A membrana plasmática dos óvulos de todos os mamíferos é completamente envolvida pela zona pelúcida (ZP) (figura 1). Vários eventos são mediados por essa matriz extracelular: 1) reconhecimento espécie-específico e ligação dos espermatozoides; 2) indução da reação acrossômica; 3) bloqueio da polispermia; 4) proteção do embrião da fertilização até a implantação.

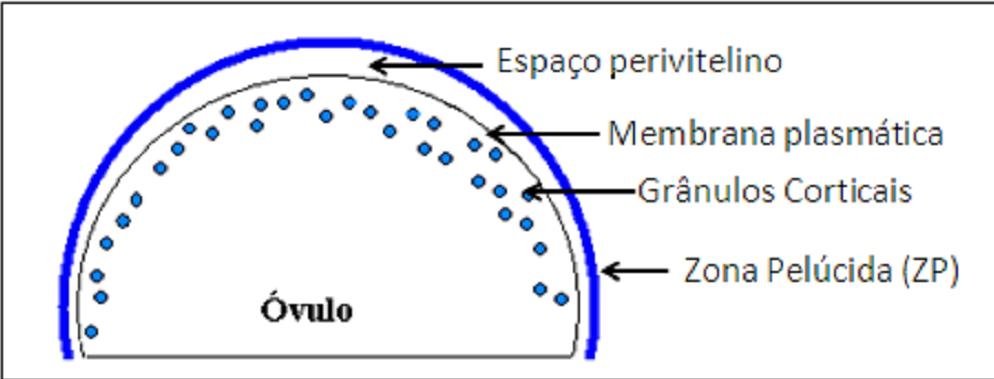
Diagrama esquemático do óvulo de mamíferos.

A ZP de ratos e uma série de outros mamíferos é composta por três glicoproteínas designadas ZP1, ZP2 e ZP3. Em camundongos a ZP2 e a ZP3 interagem uma com a outra formando filamentos que são interconectados por ZP1.
Durante a ligação do óvulo com o espermatozoide, a ZP3 atua como um receptor. Estudos recentes sugerem que é a porção de oligossacarídeos dessa glicoproteína que desempenha papel direto na função como receptor, logo em mamíferos essa ligação é um evento mediado por carboidratos.
Existe uma série de pesquisas para localizar a proteína ligante do óvulo (EBPs, da sigla em inglês egg-binding protein), localizada na cabeça do espermatozoide, que reconheceria e ligaria à ZP3. Existem várias proteínas candidatas, mas ainda não existe um consenso na comunidade científica.

### Reação acrossômica
Apenas espermatozoides que sofreram a reação do acrossomo conseguem penetrar na ZP e se fundir com a membrana plasmática do óvulo.

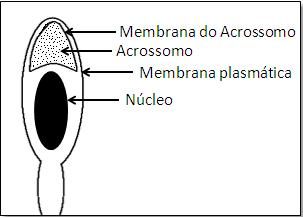
Diagrama esquemático do espermatozoide de mamíferos.

O acrossomo é uma grande vesícula secretória que sobrepõe o núcleo na região apical da cabeça do espermatozoide (figura 2). Morfologicamente, a reação acrossômica é vista como múltiplas fusões entre a membrana do acrossomo e a membrana plasmática do gameta, formação de membranas híbridas e expulsão do conteúdo acrossomal.
Atualmente é aceito que ZP3 é o agonista natural que inicia a reação acrossômica quando um espermatozoide intacto se liga à ZP. O estímulo da ZP3 leva a uma despolarização da membrana do espermatozoide, o que ativa canais de Ca2+ voltagem dependentes. Esse aumento intracelular de Ca2+ leva à reação acrossômica.

### Penetração na ZP e fusão das membranas plasmáticas dos gametas
Após o espermatozoide penetrar a ZP e atravessar o espaço perivitelino, pode ocorrer a fusão das membranas dos gametas. A fertilina, uma proteína do espermatozoide, é a responsável pela ligação das membranas plasmáticas e talvez pela fusão destas.

### Bloqueio da polispermia
A penetração do óvulo por mais de um espermatozoide é considerado um fenômeno anormal em mamíferos resultando em um desenvolvimento falho do zigoto. Em humanos, a polispermia na maioria das vezes resulta em aborto espontâneo.
Na maior parte dos mamíferos estudados, o bloqueio primário da polispermia acontece na ZP. Os grânulos corticais (GC), organelas específicas de óvulos, liberam seu conteúdo causando uma série de mudanças bioquímicas e estruturais que fazem com que a ZP perca a habilidade de ligar espermatozoides e deixar os que já estão ligados penetrar. O conteúdo dos GCs que se acumula no espaço perivitelino forma uma nova capa ao redor no óvulo fertilizado que bloqueia a polispermia dificultando a interação entre os gametas.